# Eclissi solare del 13 giugno 2132
L'eclissi solare del 13 giugno 2132 è un evento astronomico che avrà luogo il suddetto giorno attorno alle ore 16.46 UTC.
Durando un massimo di 6 minuti, 55 secondi, sarà l'eclissi solare più lunga dall'eclissi solare dell'11 luglio 1991, che è durata per 6 minuti e 53 secondi.